# Vườn quốc gia Rishiri-Rebun-Sarobetsu

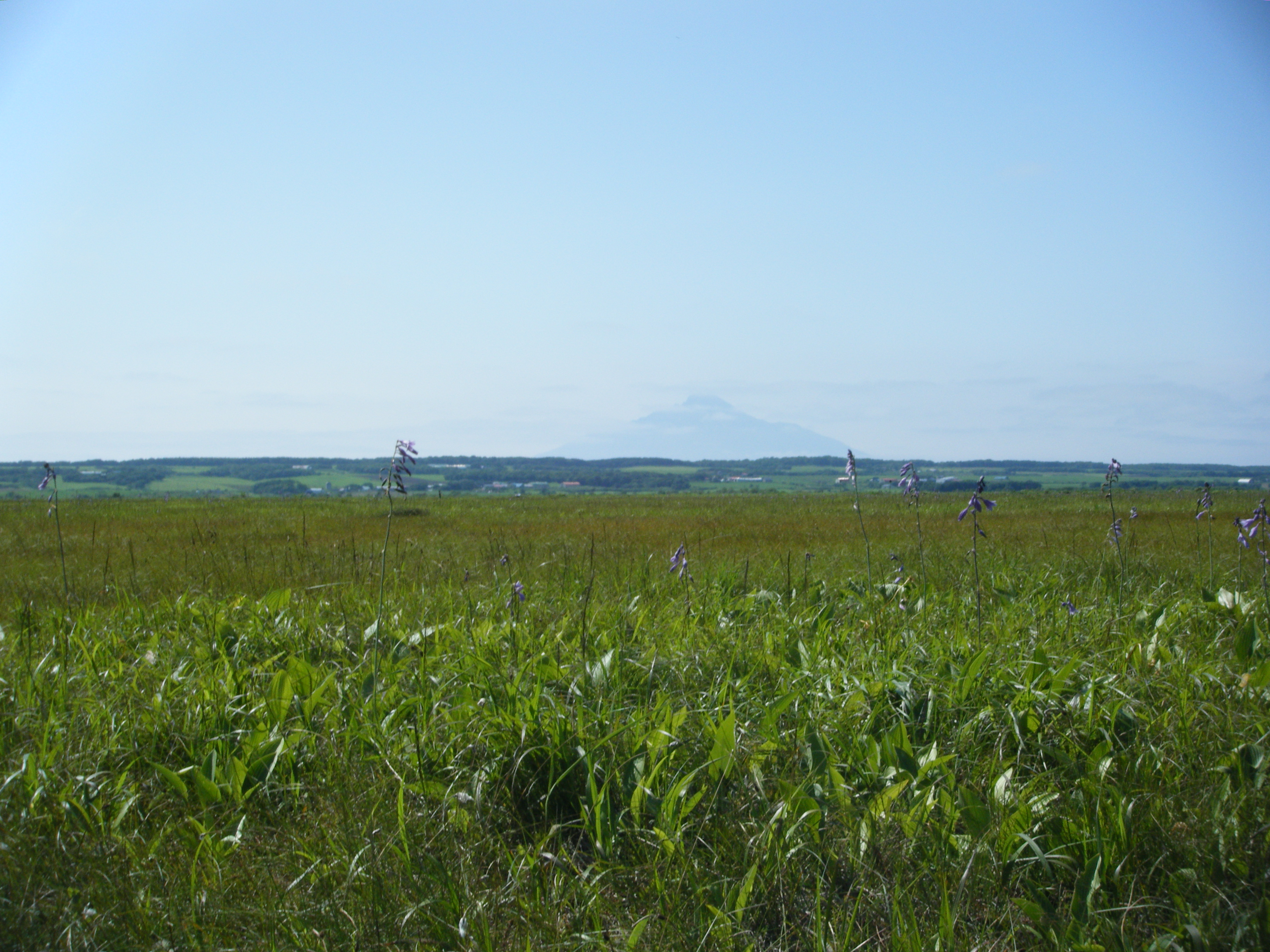
Đồng bằng Sarobetsu, Hokkaido

Vườn quốc gia Rishiri-Rebun-Sarobetsu (利尻礼文サロベツ国立公園 Rishiri Rebun Sarobetsu Kokuritsu Koen ?) là một vườn quốc gia trên các đảo Rishiri, Đảo Rebun, và một khu vực ven biển từ Wakkanai đến Horonobe, mũi tây bắc của đảo Hokkaido, Nhật Bản. Khu vực của vườn quốc gia có diện tích 212,22 km vuông (81,94 sq mi). Vườn quốc gia ghi nhận của các loài thực vật núi cao, các núi lửa và các khu vực được hình thành bởi sự xói mòn từ biển. Bao quanh vườn quốc gia này là các ngư trường cùng các vùng ven biển giàu tảo bẹ. Để đến được vùng ven biển thuộc vườn quốc gia này, du khách có thể truy cập từ Quốc lộ 40 của Nhật Bản, được gọi là Quốc lộ Wakkanai. Còn hai đảo Rishiri và Rebun có thể truy cập bằng phà từ Wakkanai.

## Địa lý
Vườn quốc gia được cấu thành bởi ba bộ phận, và tên của vườn cũng xuất phát từ tên của ba bộ phận này.

### Đồng bằng Sarobetsu
Đồng bằng Sarobetsu (サロベツ原野 Sarobetsu Gen'ya ?) là một đầm lầy ngập nước ven biển của Nhật Bản. Nó được hình thành bởi sông Teshio và sông Sarobetsu.  Đồng bằng trải dài khoảng 17 km (11 dặm) và có diện tích 150 km vuông (58 sq mi).  Sarobetsu là đồng bằng có khí hậu cận Bắc Cực, bao gồm diện tích lớn là đầm lầy than bùn. Sarobetsu đã được thêm vào danh sách khu ngập nước có tầm quan trọng quốc tế theo Công ước Ramsar vào năm 2005, một công ước quốc tế ước cho việc bảo tồn các vùng đất ngập nước.

### Đảo Rishiri
Đảo Rishiri (利尻岛 Rishiri-to ?), cách đảo Hokkaido bởi eo Rishiri. Hòn đảo được tạo thành bởi đỉnh núi lửa hình nón đã tắt, núi Rishiri cao (1.721 mét (1,069 mi)). Hòn đảo có chu vi 63 kilômét (39 mi) và có diện tích 183 kilômét vuông (71 dặm vuông Anh).

### Đảo Rebun
Đảo Rebun (礼文岛 Rebun-to ?) cách khoảng 30 km (19 dặm) về phía tây của Wakkanai của Hokkaido. Hòn đảo này có chu vi 72 kilômét (45 mi) và có diện tích 82 kilômét vuông (32 dặm vuông Anh). Điểm cao nhất trên đảo là đỉnh Rebundake.